# Il cimento dell'armonia e dell'inventione
Il cimento dell’armonia e dell’inventione (Opus 8) è una raccolta di dodici concerti per violino (oboe a scelta in due concerti), archi e basso continuo composti da Antonio Vivaldi tra il 1724 e il 1725.
La serie, contenente concerti composti per occasioni e in tempi diversi, fu stampata intorno al 1725 ed è soprattutto nota per i primi quattro concerti (La primavera, L’estate, L’autunno e L’inverno), meglio conosciuti come Le quattro stagioni. Con la scelta del nome, Vivaldi voleva riferirsi al piacere che egli provava nello sperimentare - soprattutto nella sovrapposizione della forma del ritornello e dell'elemento programmatico - l'idea presente soprattutto nei concerti n. 5, 6 e 10.
- Concerto n. 1 in mi maggiore, "La primavera", RV 269
- Concerto n. 2 in sol minore, "L’estate", RV 315
- Concerto n. 3 in fa maggiore, "L’autunno", RV 293
- Concerto n. 4 in fa minore, "L’inverno", RV 297
- Concerto n. 5 in mi bemolle maggiore, "La tempesta di mare", RV 253
- Concerto n. 6 in do maggiore, "Il piacere", RV 180
- Concerto n. 7 in re minore, RV 242
- Concerto n. 8 in sol minore, RV 332
- Concerto n. 9 in re minore, RV 236 (versione per violino) / RV 454 (versione per oboe)
- Concerto n. 10 in si bemolle maggiore, "La caccia", RV 362
- Concerto n. 11 in re maggiore, RV 210
- Concerto n. 12 in do maggiore, RV 178 (versione per violino) / RV 449 (versione per oboe)